# Antonio Franchi
Antonio Franchi dit Il Lucchese (né en 1638 à Villa Basilica dans la province de Lucques, en Toscane, mort à Florence en 1709), était un peintre italien baroque du XVIIe siècle et début du XVIIIe siècle qui a été actif principalement à Florence et à Lucques.

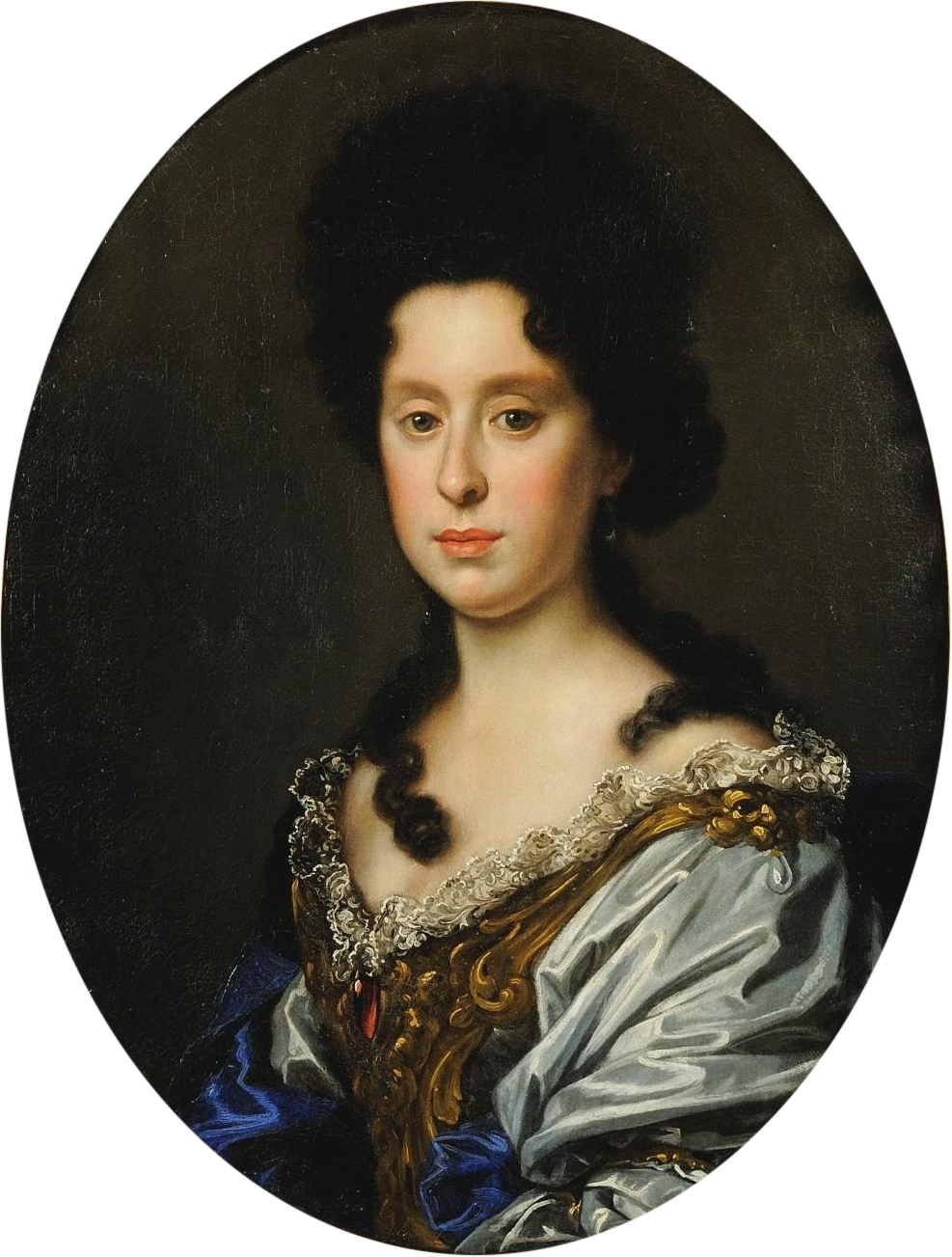
Anna Maria Luisa de' Medici (1667-1743).

## Biographie
Antonio Franchi s'est formé à Lucques auprès de Domenico Ferrucci. En 1652, Antonio Franchi rejoint avec de nombreux artistes comme Girolamo Scaglia, Francesco del Tintore et son frère Simone l'académie sur le principe de la représentation de la nature (Accademia del naturale) de Pietro Paolini.
Il déménage à Florence de 1655 à 1667. Là il travaille avec Felice Ficherelli et Baldassarre Franceschini. Il retourne à Lucques pendant sept ans, puis de nouveau à Florence, où il travaille d'abord grâce au mécénat des Strozzi, puis des Médicis. En 1683, il est admis à l'Accademia dell'Arte del Disegno. Ses peintures ont la netteté de la porcelaine, caractéristique de Carlo Dolci, et certaines ont la sensualité de Francesco Furini.

## Œuvres
- San Giovanni Gualberto en prière, chapelle du saint dans l'abbaye de Vallombrosa[1].
- Vierge à l'Enfant, église de Santa Marta de Montopoli[2].

## Sources
- (en) Cet article est partiellement ou en totalité issu de l’article de Wikipédia en anglais intitulé « Antonio Franchi » (voir la liste des auteurs).